# バイキングの襲撃と戦術

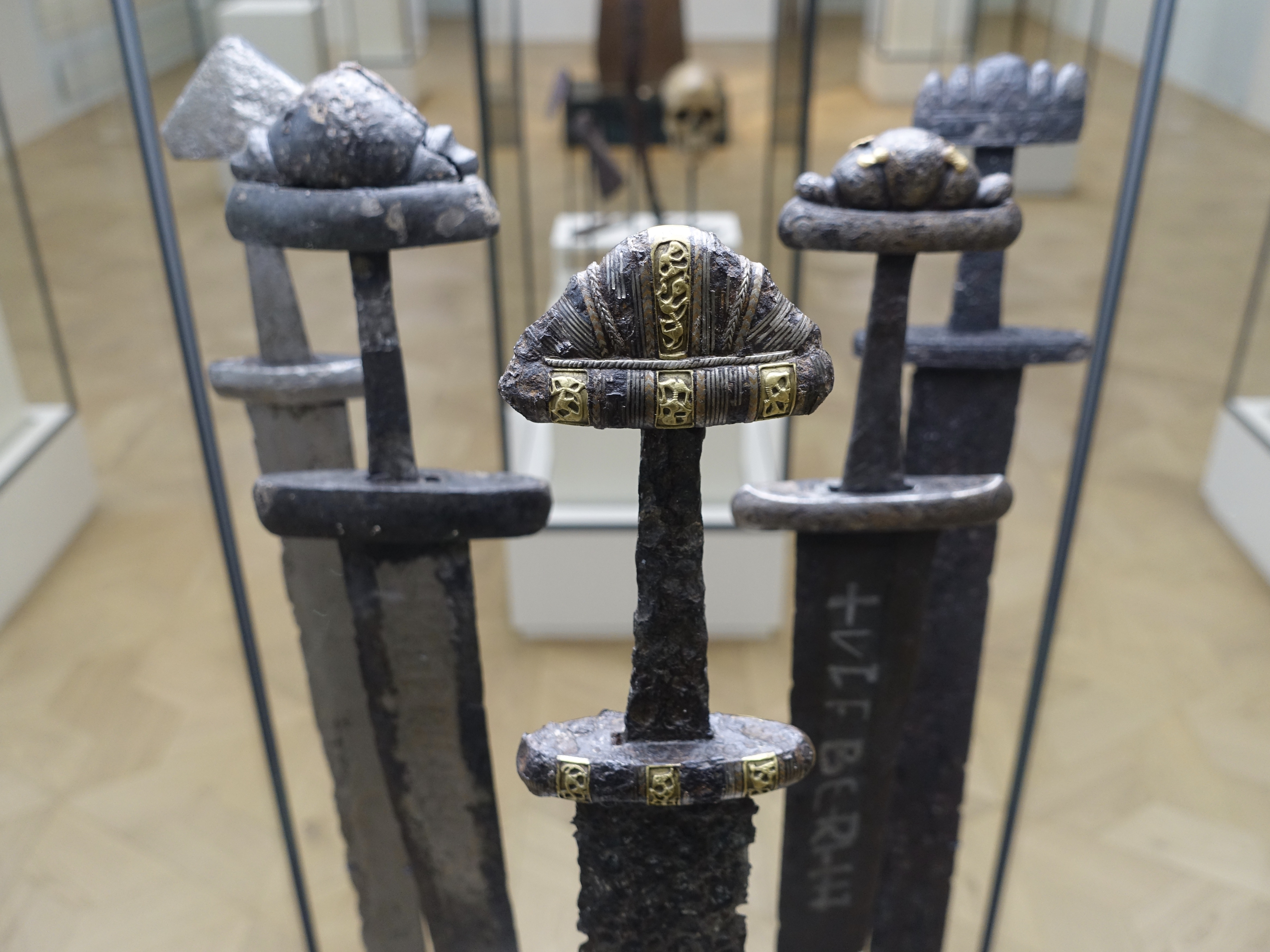
ヴァイキングの剣（オスロ大学文化史博物館蔵）

ヴァイキングの襲撃と戦術（ヴァイキングのしゅうげきとせんじゅつ）は、主に当時のヨーロッパの戦場における一般的な戦術、方法、習慣を無視したために成功を収めた。
「ヴァイキング時代」という用語は、ヨーロッパではおよそ790年代から11世紀後半までの期間を指すが、ノース人はスコットランド西部の島々を12世紀まで襲撃した。この時代、ヴァイキングの活動はグレートブリテン島のキリスト教徒の土地への襲撃から始まり、最終的には現在のロシアの一部を含む（ヴァリャーグ）、ヨーロッパ全体に拡大した。海上での戦闘は非常に稀であったが、ヴァイキングの集団は軍艦の効率的な運用、威圧的な戦術、巧みな白兵戦、そしてその大胆不敵さにより、沿岸の町や修道院を襲撃することに成果を収めた。ヴァイキングの襲撃は小さな町に対するものとして始まり、初歩的な植民を通じて、ヨーロッパ中の主要な農地運営と貿易ハブの設立に変化していった。戦争におけるヴァイキングの戦術は、自分たちの人数が敵のそれと比較して少ないにもかかわらず、襲撃を成功させる上で大きな利点をもたらした。
ヴァイキングの戦術と戦争の一部分は、その文化的信念によって推進され、それ自体が北欧の文化と宗教に根ざしており、後のアイスランド人のサガで克明に記述された。ヴァイキング時代初期の8世紀後半から9世紀のほとんどの間、北欧の社会は王権と組織が限られた小さな王国で構成され、地域社会はディングと呼ばれる地方議会によって制定され、宣言された法に従って統治されていた。警察などの公的行政機関がないため、紛争に関与した個人が法律や評決を執行することになった。当然の結果として、暴力はノース人にとって紛争の一般的な解決手段となった。暴力の使用は当事者だけでなく、その親族にも及んだ。個人的な評判と名誉はノース人にとって重要な価値であったため、身体的および物質的な傷害に加えて、行動可能な誹謗中傷も法的に認められた。ノース人は暴力的に反応することを法的に許可されており、単なる侮辱から名誉毀損に可能性があった。こういた暴力の慢性的な蔓延から、外部からはノース人は恐れを知らないという評価が生まれた。